# Clarice Taylor
Clarice Taylor (20 de septiembre de 1917 – 30 de mayo de 2011) fue una actriz de teatro, cine y televisión estadounidense.

## Biografía
Nació en Virginia pero se crio en Harlem, Nueva York. Se hizo famosa por su aparición en la serie televisiva The Cosby Show. Fue nominada a un Premio Emmy en 1986 por dicha actuación. También actuó en la serie Nurse, interpretando a Harriet en Plaza Sésamo y a Emma en Sanford and Son.
Su primera aparición en cine se dio en la película Change of Mind (1969). Luego actuó en películas como Tell Me That You Love Me, Junie Moon (1970), Play Misty For Me (1971), Such Good Friends (1971), Five on the Blackhand Side (1973), Nothing Lasts Forever (1984), Sommersby (1993) y Smoke (1995).

## Fallecimiento
Clarice Taylor murió de una falla cardíaca a la edad de 93 años en Nueva Jersey.